# Гильом I де Шалон
Гильом I де Шалон (Guillaume I de Chalon) (ок. 1095—1150) — граф части Шалона с не позднее чем 1113 года.
Сын Ги де Тьера — графа Шалона, и его жены, имя и происхождение которой не выяснены.
Впервые упоминается в 1113 году вместе с Савариком де Вержи — обладателем второй половины графства Шалон в документе об основании аббатства Ла Ферте: «duorum comitem…Savarici…et Guillelmi». Вскоре после этого Саварик де Вержи продал свою часть графства епископу Шалона.
В последний раз прижизненно упоминается в хартии 1147 года вместе с герцогом Бургундии Гуго: «Willelmus comes Cabilonis et Huo filius ducis Burgundie». Возможно, это уже был его сын.
Имя и происхождение жены не выяснены. Дети:
- Гильом II (ум. 1174), граф Шалона. Некоторые историки (например, Леонар Берто (Léonard Bertaud), автор книги L’illustre Orbandale, ou L’histoire ancienne et moderne de la ville et cité de Chalon sur Saône.) отождествляют его с Гильомом III (ум. 1203), но хронологически это невозможно.
- Изабелла (ум. до 1166), с 1149 г. жена Гуго Рыжего, брата герцога Бургундии Эда II.